# Format de text enriquit
El format de text enriquit o RTF (per l'acrònim anglès de Rich Text Format) és un llenguatge de descripció desenvolupat per l'empresa Microsoft per a intercanviar informació entre programes d'edició de text de diferent plataforma. L'RTF és un format suposadament normalitzat per l'acceptació de diversos programes, però amb diverses incompatibilitats fins i tot entre diferents aplicacions de la mateixa Microsoft.